# Penicillium ornatum
Penicillium ornatum är en svampart som beskrevs av Udagawa 1968. Penicillium ornatum ingår i släktet Penicillium och familjen Trichocomaceae.   Inga underarter finns listade i Catalogue of Life.